# Voyage jusqu'au bout de la nuit
 (mars 2025).
 (mars 2025).
- Si vous ne connaissez pas le sujet, laissez ce bandeau (vous pouvez alors contacter les auteurs).
- Si vous supprimez le contenu mis en cause (vous pouvez préalablement contacter les auteurs),

argumentez précisément cette suppression dans la page de discussion
(un manque de référence n'est pas un argument ; une recherche réelle de référence doit avoir été effectuée, être formellement documentée).

Voyage au bout de la nuit (Journey to the End of the Night) est un thriller américano-germano-brésilien  réalisé en 2006 par Eric Eason avec Brendan Fraser , Mos Def et  Scott Glenn dans les rôles principaux.

## Synopsis
São Paulo, années 2000 Rosso et son fils Paul, deux  américains exilés,  espèrent pouvoir un jour quitter le Brésil et recommencer une nouvelle vie. Ce rêve semble prendre forme lorsqu’un soir, ils se retrouvent en possession d’une valise remplie de cocaïne. Ils ont une nuit pour échapper aux gangs qui en veulent à la malette de drogue...

## Casting
- Brendan Fraser : Paul
- Mos Def : Wemba
- Scott Glenn : Sinatra
- Alice Braga : Monique
- Catalina Sandino Moreno : Angie
- Ruy Polanah : le devin
- Matheus Nachtergaele : Nazda
- Gilson Adalberto Gomes : Samy
- Milhem Cortaz : Rodrigo
- Luke Denis Nolan : Lazare